# Atmosfera Lunii

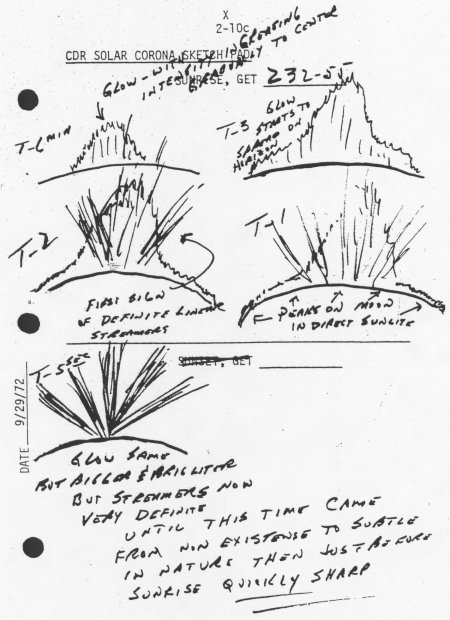
O parte din membrii echipajelor Apollo au raportat, la răsărit și apus, străluciri și raze de lumină. Această schiță de pe Apollo 17 prezintă radiațiile crepusculare misterioase.

Atmosfera Lunii este o acumulare foarte redusă de gaze care înconjoară Luna. Pentru majoritatea scopurilor practice, Luna este considerată a fi înconjurată de vid. Prezența ridicată a particulelor atomice și moleculare în vecinătatea sa, comparativ cu mediul interplanetar, denumită „atmosferă lunară” pentru scopuri științifice, este neglijabilă în comparație cu acumulările gazoase din jurul Pământului și a celor mai multe planete ale Sistemului solar. Presiunea acestei mase de gaz este de aproximativ 3×10–15 atm (0,3 nPa) și variază pe parcursul zilei, având o masă totală inferioară a 10 tone. Altfel, Luna este considerată a nu avea o atmosferă deoarece nu poate absorbi cantități măsurabile de radiație, nu pare a fi stratificată sau autocirculantă și necesită o reaprovizionare constantă datorită vitezei ridicate cu care gazele sale se pierd în spațiu. 

## Pierderi
Gazele pot: 
- să fie reimplantate în regolit ca rezultat al gravitației Lunii;
- să scape complet de pe Lună, dacă particula depășește vitezei cosmică lunară de 2,28 km/s;
- să fie pierdute în spațiu fie din cauza presiunii radiației solare, fie — dacă gazele sunt ionizate — prin atragerea în câmpul magnetic al vântului solar.

## Compoziție
Atmosfera Lunii constă din câteva gaze neobișnuite, inclusiv sodiu și potasiu, care nu se găsesc în atmosfera Pământului, a lui Marte sau a lui Venus. Pe Pământ, la nivelul mării, fiecare centimetru cub de atmosferă conține aproximativ 1019 molecule; prin comparație, atmosfera lunară conține mai puțin de 106 molecule în același volum de gaz. Pe Pământ, acesta ar fi considerat un vid foarte bun. De fapt, densitatea atmosferei de pe suprafața Lunii este comparabilă cu densitatea marginilor exterioare ale atmosferei Pământului, în care orbitează Stația Spațială Internațională.
Elementele sodiu și potasiu au fost detectate în atmosfera Lunii de pe Pământ, utilizând metode spectroscopice, în timp ce prezența izotopilor 222Rn și 210Po a fost dedusă din datele obținute de către Lunar Prospector alpha particle spectrometer. 40Ar, 4He, oxigenul și/sau metanul, azotul și/sau monoxidul de carbon și dioxidul de carbon au fost detectate cu ajutorul detectoarelor plasate in situ de către astronauții misiunilor Apollo.
Concentrațiile medii zilnice ale elementelor cunoscute a fi prezente în atmosfera lunară, exprimate în atomi pe centimetru cub, sunt: 
- Argon: 20000–100000[8]
- Heliu: 5000–30000[8]
- Neon: până la 20000[8][9]
- Sodiu: 70
- Potasiu: 17
- Hidrogen: mai puțin de 17

Acestea însumează aproximativ 80 000 de atomi pe centimetru cub, puțin mai mult decât cantitatea estimată a exista în atmosfera lui Mercur. În timp ce depășește cu mult densitatea vântului solar (care este de obicei de ordinul a doar câțiva protoni pe centimetru cub), este practic un vid în comparație cu atmosfera Pământului. 
Luna poate avea, de asemenea, o „atmosferă” subțire de praf levitant de natură electrostatică. 

## Atmosfera veche
În octombrie 2017, oamenii de știință ai NASA de la Marshall Space Flight Center și Lunar and Planetary Institute din Houston au anunțat o descoperire bazată pe studii asupra probelor de magmă lunară recuperate de misiunile Apollo, anume faptul că Luna a avut o atmosferă relativ densă pentru o perioadă cuprinsă între 70 milioane de ani și 3–4 miliarde de ani în urmă. Această atmosferă, provenită din gazele evacuate din erupțiile vulcanice lunare, a fost de două ori mai densă decât cea a planetei Marte. S-a presupus că această atmosferă veche ar fi putut susține viața, deși nu s-a găsit nicio dovadă în acest sens. Vechea atmosferă a Lunii a fost în cele din urmă îndepărtată de vânturile solare și disipată în spațiu.